# ハードル

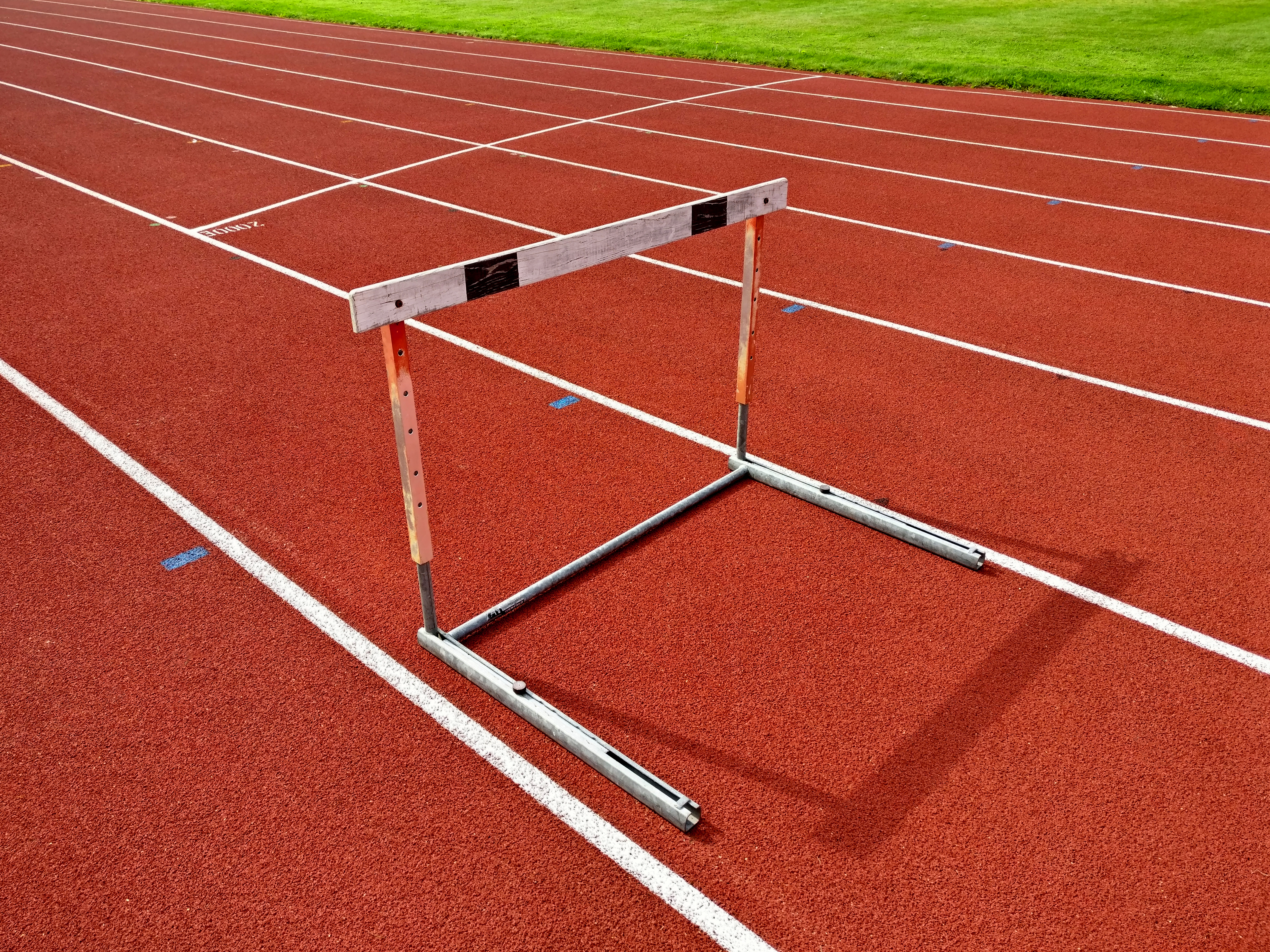
ハードル

ハードル（hurdle）は、陸上競技のハードル競走において使用される道具。
競技規則（Technical Rules：TR）によるとハードル競走のハードルは各レーンに設置するとされている（TR22.1）。一方、トラックの周回上に障害物や水濠を設置して行われる障害物競走の「障害物」はレーンごとに設置されるものではなく、ハードル競走のハードルよりも幅が広いなど規格が異なる（競技規則上もハードル競走の「ハードル」（TR22）と障害物競走の「障害物」（TR23）は区別されている）。障害物競走（TR23）で設置される「障害物」については障害物競走を参照。

## 規格
材質は上部のバーは木または他の非金属性の適当な材料とする（TR22.2）。
構造は1本あるいは数本のバーを2本の支柱で支え、その下に基底部が付けられている（TR22.2）。ハードルは上端中央部に少なくとも3.6kgの力を水平に加えたとき倒れるように設計されなければならない（TR22.2）。
寸法（ハードルの高さ）は種目により異なる（後述）。ハードルの幅は1,180 - 1,200mm、基底の長さは700mm以下で、全重量は10kg以上としなければならない（TR22.3）。
バーの部分は高さ70mm、厚さ10 - 25mm（TR22.4）。バーは黒と白または他の濃淡の著しい色（さらに周囲の景観とも区別できるような色）を使い、一定間隔で塗り分けたものでなければならない（TR22.5）。
教育用のハードルは、高さの変更が可能なものや、バーが柔軟な素材でできているものもある。

## 使用される種目と高さ
- 100メートルハードル[1]
  - 女子 一般/U20 - 838mm
  - 女子 U18 - 762mm
- 110メートルハードル[1]
  - 男子 一般 - 1,067mm
  - 男子 U20 - 991mm
  - 男子 U18 - 914mm
- 400メートルハードル[1]
  - 男子 一般/U20 - 914mm
  - 男子 U18 - 838mm

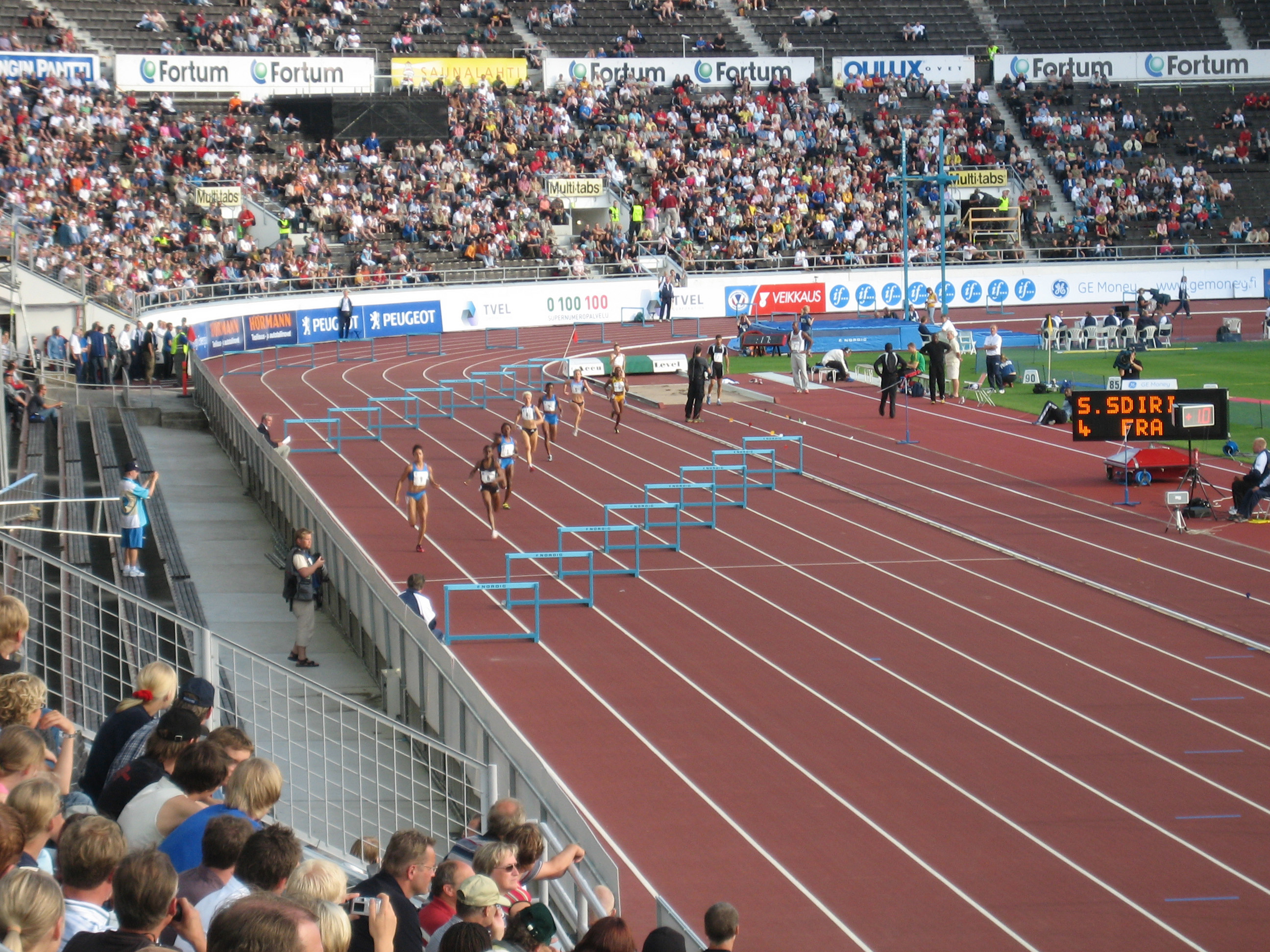
競技場に設置されたハードル

  - 女子 一般/U20/U18 - 762mm

このように、ハードルの高さは、元来イギリスの単位であるインチ、フィート、ヤードに基づいて作られているため、現在使われているメートル法において半端な数字となる。なお、これは、ハードルの高さにおいてだけでなく、ハードル競走の長さ(110mHのインターバル、110mHのスタート~1台目)、テニスのネットの高さなどにおいても同様である。
- 762mm → 2.50フィート
- 838mm →2.75フィート
- 914mm →3.00フィート
- 991mm →3.25フィート
- 1,067mm →3.50フィート(3フィート6インチ)

## 日常的な用法
日常会話においては、「集客の難しさがハードルとなっている。」など、物事の達成の障害となる要素の意で用いられる。
また、競技において高さが異なるハードルがあることから、「この機械は初心者にはハードルが高い。」など、ハードルの高さを物事の達成の難易度に比喩する。
また、物事の許容水準あるいは評価水準を高くすることを「ハードルを上げる」などと表現することもある。英語でも同様に"raise the hurdles"という表現が用いられることがある。